# Zátiší

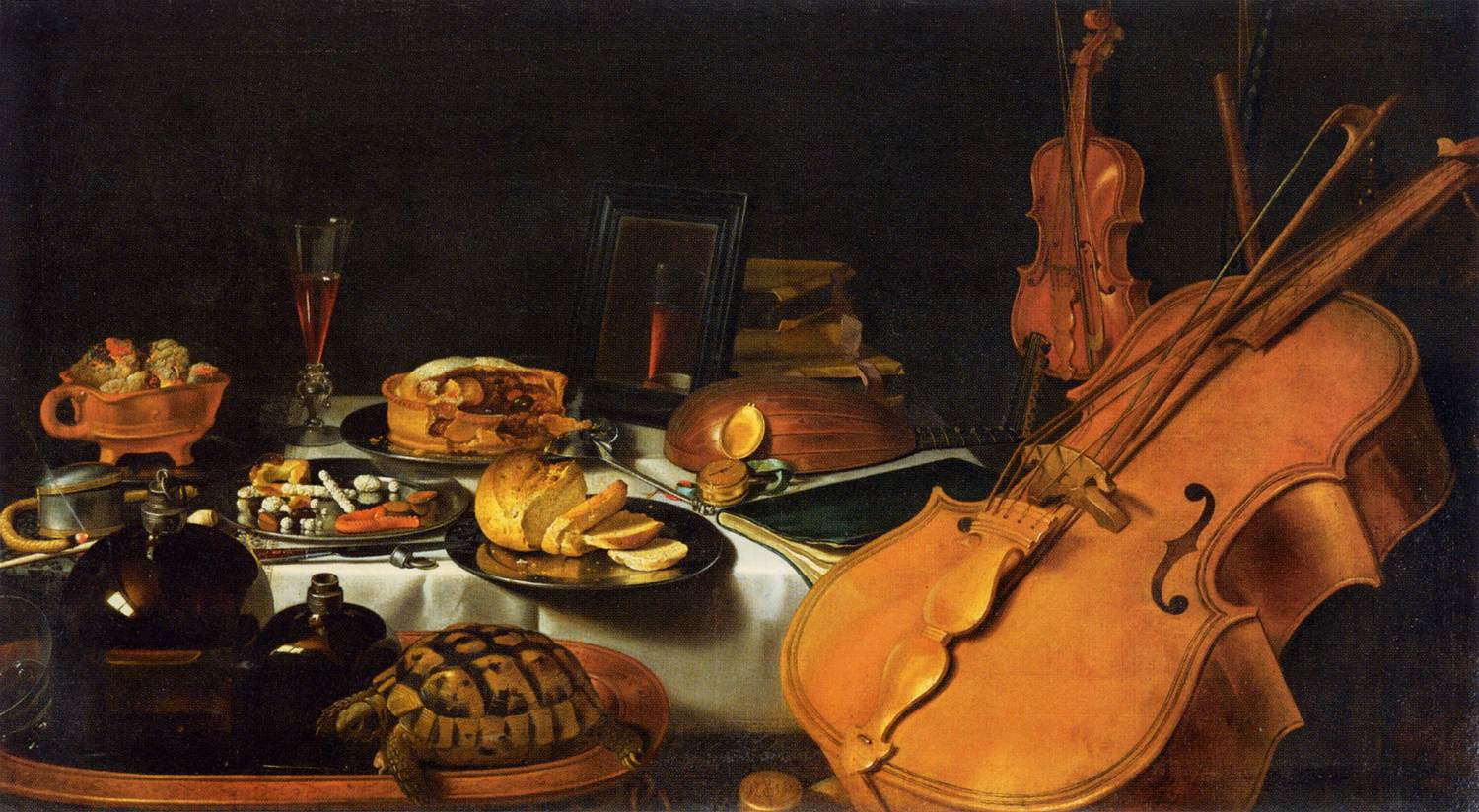
Pieter Claesz: Zátiší s hudebními nástroji a živou želvou, 1623

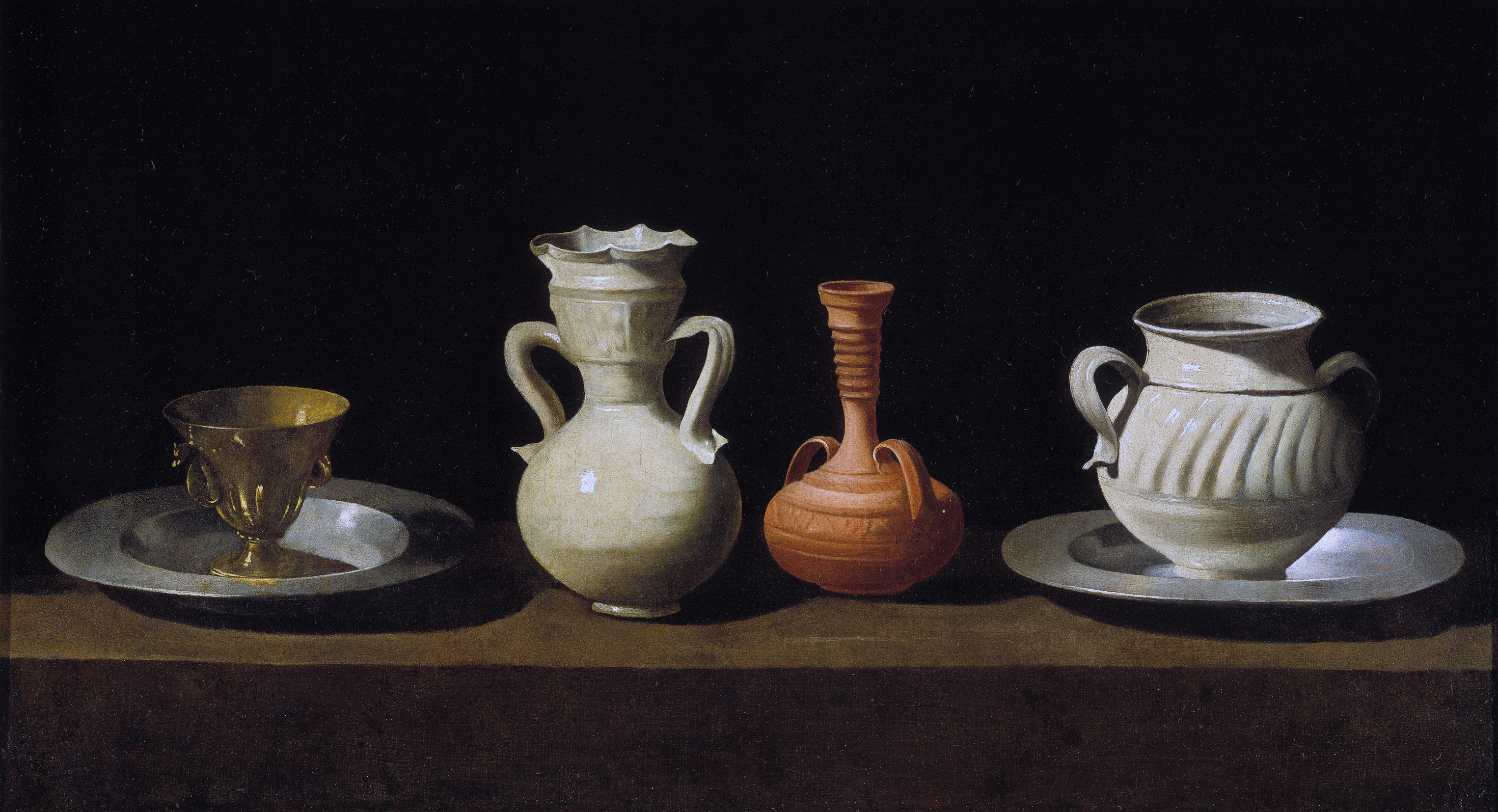
Francisco de Zurbarán: Bodegón (Zátiší s hliněnými džbány)

Zátiší je žánr uměleckého díla, který různými výtvarnými metodami a prostředky zobrazuje soubory předmětů, neživé a někdy i živé přírody. Často to bývá nádobí, náčiní, kuřácké potřeby, sběratelské kuriozity, potraviny, plody ovoce či zeleniny, rostliny, zvířata ulovená i živá, nerosty. Výběr předmětů může být určen jejich symbolikou, tvarem, materiálem, barvou, rozměry, dobovým vkusem.

## Zátiší v malbě, mozaice, grafice
Nejstarší známá zátiší pocházejí z měst antického Řecka a Říma, z 1. století se dochovaly malby ve starověkém Římě, a to v Pompejích a Herkulaneu, ze 3. století jsou mozaiky v Tunisu, ze 4. století na Sicílii. Malby v druhém pompejském stylu mají jednobarevné temně modré nebo červenohnědé stěny s drobným zátiším v rámečku uprostřed, někdy vzbuzuje iluzi, jako by byly zavěšeny. Ve středověku se zátiší z malířského umění téměř vytratilo a znovu se objevilo až přibližně v 15. století (Jacopo de 'Barbari), a to zejména v holandském díle (Jan van Eyck, Rogier van der Weyden, Konrad Witz a další).
Svůj předešlý význam však tehdy zátiší ještě nenabylo, ale bylo zprvu používáno jen jako vedlejší motiv. Zátiší v podobě samostatného žánru se začalo malovat až v 16. století (Jan Brueghel starší, Giuseppe Arcimboldo) a svůj vrchol zažilo v 17. století v období barokního malířství, kdy bylo velmi oblíbené nejen v Nizozemí (Willem Kalf, Willem Claesz Heda, Jan Davidszoon de Heem, Pieter Claesz, Jan Brueghel mladší, Frans Snyders), ale i v dalších zemích Evropy.
V 18. století se věnovali malbě zátiší např. Jean-Baptiste-Simeon Chardin nebo Jean-Baptiste Oudry, v 19. a 20. století jsou nejznámější malby zátiší Paula Cézanna a později malířů, jako byli George Braque nebo Giorgio Morandi. V současnosti je zátiší rozšířenější ve fotografickém umění než v malířství.

## Fotografické zátiší

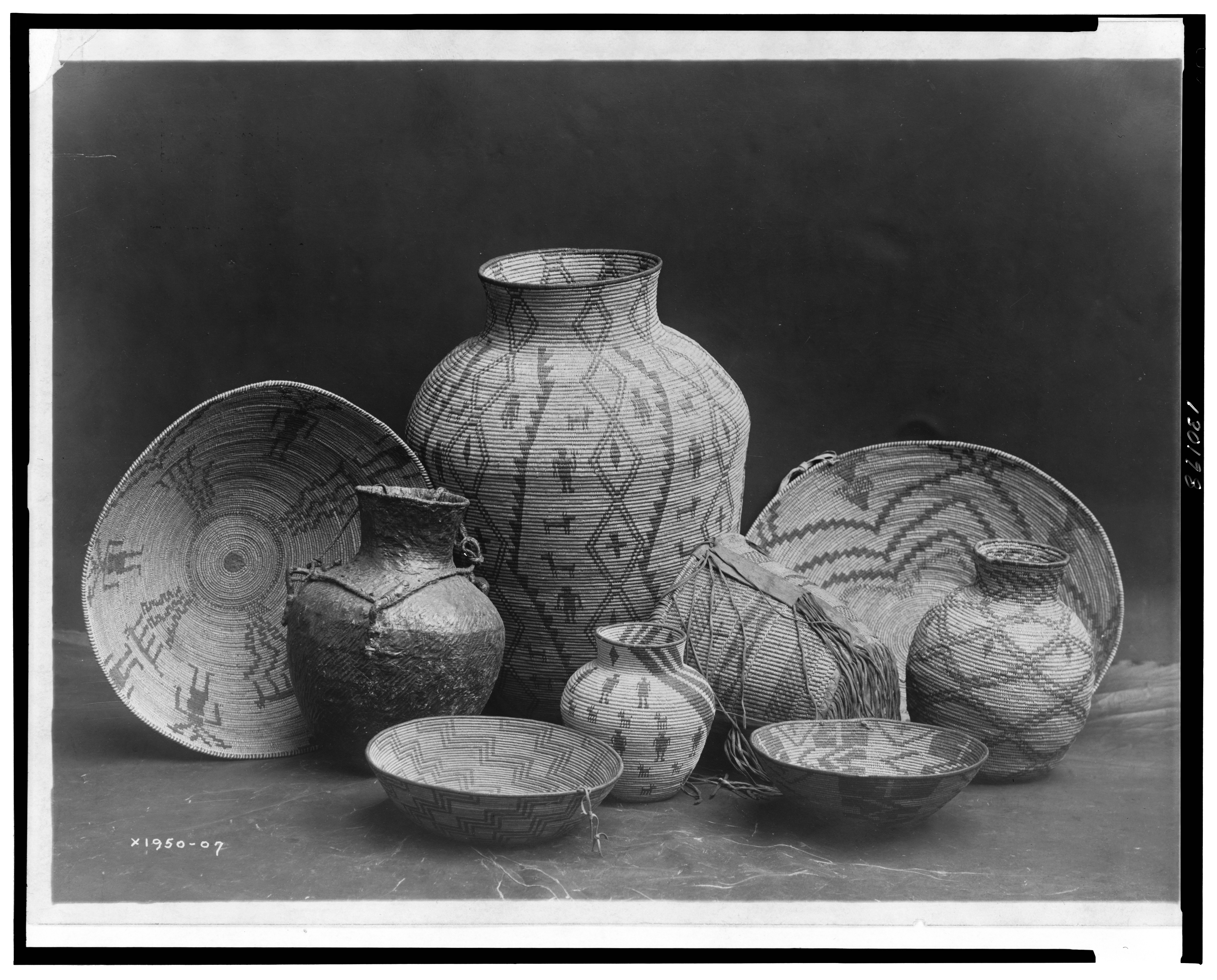
Zátiší u Apačů, fotografie, Edward S. Curtis, 1907

Fotografování zátiší umožňuje fotografovi mnohem více aranžovat a zasahovat do kompozice předmětů a ovlivňovat nasvícení scény než například při fotografování krajiny, portrétní fotografie nebo reportáže. V současné době je zátiší ve fotografii využíváno například pro reklamní snímky. Při fotografování můžeme pro zachování atmosféry využít dané a přirozené světlo, nebo scénu uměle osvítit zábleskovým světlem. Pro umělé osvícení v ateliéru nebo exteriéru můžeme využít celou řadu fotografických osvětlovacích technik.

## Fotografie a malířství v 19. století
Srovnání obrazové kompozice zátiší fotografie Camille Silvy (1834-1910) a obrazu německého malíře Wilhelma Busche (1832-1908).

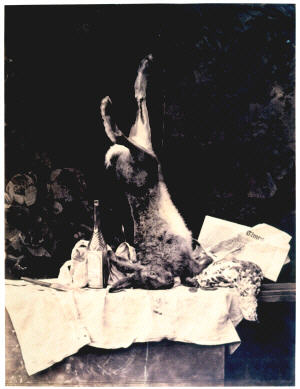
Camille Silvy: Lovecké zátiší s novinami Times, okolo 1858, fotografie
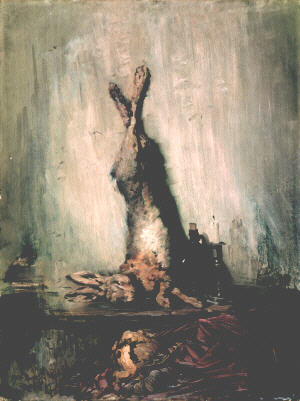
Wilhelm Busch: Velké zátiší s mrtvým zajícem, 1870, olejomalba